# Lijst van oorlogsmonumenten in Hillegom
De Nederlandse gemeente Hillegom heeft verschillende oorlogsmonumenten. Hieronder een overzicht.
| Nr.                             | Object          | Herdachte groep                                | Ontwerper           | Onthulling | Type   | Locatie                                 | Plaats   | Coördinaten                   | Foto              |
| ------------------------------- | --------------- | ---------------------------------------------- | ------------------- | ---------- | ------ | --------------------------------------- | -------- | ----------------------------- | ----------------- |
| 1866                            | Verzetsmonument | algemeen, burgerslachtoffers, verzet Nederland | K.J. van Gemert     |            | overig | Wilhelminalaan, 2182 CD                 | Hillegom | 52° 17' 36" NB, 4° 34' 25" OL | Verzetsmonument   |
| 4083                            | Boek ’40-’45    | vervolgden Nederland, verzet Nederland         | Robert F. van Vliet | 5 mei 1991 | overig | Hoofdstraat bij 146a                    | Hillegom | 52° 17' 29" NB, 4° 34' 44" OL |                   |
| Dit oorlogsmonument op Wikidata | Stolpersteine   | vervolgden Nederland.                          | Gunter Demnig       |            | relief | Zie Lijst van Stolpersteine in Hillegom | Hillegom |                               | Meer afbeeldingen |

Alblasserdam ·
Albrandswaard ·
Alphen aan den Rijn ·
Barendrecht ·
Bodegraven-Reeuwijk ·
Capelle aan den IJssel ·
Delft ·
Den Haag ·
Dordrecht ·
Goeree-Overflakkee ·
Gorinchem ·
Gouda ·
Hardinxveld-Giessendam ·
Hendrik-Ido-Ambacht ·
Hillegom ·
Hoeksche Waard ·
Kaag en Braassem ·
Katwijk ·
Krimpen aan den IJssel ·
Krimpenerwaard ·
Lansingerland ·
Leiden ·
Leiderdorp ·
Leidschendam-Voorburg ·
Lisse ·
Maassluis ·
Midden-Delfland ·
Molenlanden ·
Nieuwkoop ·
Nissewaard ·
Noordwijk ·
Oegstgeest ·
Papendrecht ·
Pijnacker-Nootdorp ·
Ridderkerk ·
Rijswijk ·
Rotterdam ·
Schiedam ·
Sliedrecht ·
Teylingen ·
Vlaardingen ·
Voorne aan Zee ·
Voorschoten ·
Waddinxveen ·
Wassenaar ·
Westland ·
Zoetermeer ·
Zoeterwoude ·
Zuidplas ·
Zwijndrecht